# Drosophila arawakana
Drosophila arawakana är en tvåvingeart som beskrevs av Heed 1962. Drosophila arawakana ingår i släktet Drosophila och familjen daggflugor.
Artens utbredningsområde är Västindien.